# Son Volt
I Son Volt sono un gruppo alternative country fondato da Jay Farrar nel 1994 dopo lo scioglimento del gruppo Uncle Tupelo.

## Membri
- Jay Farrar (chitarra, armonica a bocca, Voce solista)
- Dave Bryson (batteria)
- Andrew Duplantis (basso, cori)
- James Walbourne (chitarra solista)
- Mark Spencer (tastiere)

## Discografia
- Trace (1995), Warner Bros. Records #166 (US)
- Straightaways (1997), Warner Bros. Records #44 (US)
- Wide Swing Tremolo (1998), Warner Bros. Records #93 (US)
- A Retrospective: 1995-2000 (2005), Warner Bros. Records/Rhino
- Afterglow 61 (2005) EP, Transmit Sounds Records/Legacy Recordings
- Okemah and the Melody of Riot (2005), Transmit Sounds Records/Legacy Recordings #89 (US)
- The Search (March 2007), Transmit Sounds Records/Legacy Recordings #81 (US)
- American Central Dust (July 2009), Rounder Records #44 (US)
- Son Volt (2019)
- Electro Melodier (2021)
- Day Of The Doug (2023)